# Söderstadion
El Söderstadion era un estadio multiusos utilizado principalmente para fútbol, hockey sobre hielo y bandy ubicado en Estocolmo, capital de Suecia.

## Historia
Fue inaugurado el 20 de noviembre de 1966 con capacidad para 12800 espectadores, y su récord de asistencia fue en un partido de fútbol entre el Hammarby IF y el IFK Goteborg el 31 de octubre de 1982 donde asistieron 22000 espectadores.
El Bandy se jugó por última vez en 1989 durante la final nacional donde el Västerås SK venció 7-3 al Vetlanda BK. Dos años antes había sido la sede del Campeonato Mundial de Bandy.
Antes de las elecciones municipales en Estocolmo en 2006, las agrupaciones políticas de centro-derecha prometieron la construcción de un nuevo estadio si ganaban las elecciones. El 28 de junio de 2007 se hicieron oficiales los planos para la construcción del nuevo estadio. El último partido de fútbol en el Söderstadion fue el 23 de junio de 2013 donde el Hammarby IF empató 1-1 con el Ängelholms FF en la jornada 13 de la Superettan, donde Kennedy Bakircioglu anotó el último gol en el estadio.

## Trivia
El estadio fue mencionado en la película My Life as a Dog de 1985, cuando el personaje principal lo dijo a la audiencia en un accidente de motocicleta durante un evento de motos.